# EPrix de Buenos Aires
Le ePrix de Buenos Aires est une épreuve comptant pour le championnat du monde de Formule E. Elle a eu lieu pour la première fois le 10 janvier 2015 sur le circuit urbain de Puerto Madero.

## Historique
Le premier ePrix de Buenos Aires en 2015 voit les abandons des deux cadors Sébastien Buemi et Lucas di Grassi, et la victoire surprise d'António Félix da Costa. Les deux autres éditions ont été remportées par Sam Bird et Sébastien Buemi.
En 2018, Buenos Aires est remplacé par Santiago.

## Le circuit
Le ePrix de Buenos Aires est disputé sur le circuit urbain de Puerto Madero, long de 2,48 kilomètres, et situé dans le quartier éponyme.

## Palmarès
| Année | Vainqueur              | Écurie           | Circuit                         | Résultats | Date            |
| ----- | ---------------------- | ---------------- | ------------------------------- | --------- | --------------- |
| 2015  | António Félix da Costa | Amlin Aguri      | Circuit urbain de Puerto Madero | Résumé    | 10 janvier 2015 |
| 2016  | Sam Bird               | DS Virgin Racing | Circuit urbain de Puerto Madero | Résumé    | 6 février 2016  |
| 2017  | Sébastien Buemi        | Renault e.Dams   | Circuit urbain de Puerto Madero | Résumé    | 18 février 2017 |